# 하코네 등산 철도 강삭선
강삭선 (鋼索線)은 일본의 가나가와현 하코네정에 있는 고라(強羅) 역과 소운잔 (早雲山) 역 사이의 강삭철도 노선이다. 하코네 등산 철도가 운행하며 하코네 등산 케이블카 로서 알려지다. 일본어로 케이블카 라고 하면 강삭 철도를 말하다.
1921년에 간토 지방의 강삭철도로서는 처음으로 개통하였다. 제2차 세계대전 중인 1944년에 일시 운행이 중단되었다가 1950년에 운행이 재개되었다. 영업 거리는 1.2km이며 고저차는 214m이다. 도중에 4개역 (고엔시모, 고엔카미, 나카고라 및 가미고라) 이 있다. 노선 중간에 있는 교행 장 에서는 승강장이 없으므로 차량은 정차하지 않고 교행한다. 궤간 은 애초부터 일본에서는 드문 1000mm 이었다가 1995년의 수송능력을 증대하기 위한 개량 공사 이후 더욱 드문 983mm가 되었다. 동시에 산정 쪽 인 소운잔 역에 설치되어 있는 자아틀 이 스위스 제품으로 교환되었다. 현유 차량은 스위스에서 제작된 2량 편성 2개 열차 있으며 냉난방을 갖추어 있다.
고라 역에서는 하코네 등산 철도 철도선으로, 소운잔 역에서는 하코네 로프웨이 로 갈아탈 수 있다. 도중 역 에서는 자동 승차권 판매기는 없으며 승차역 증명서 발행기가 비치되어 있다. 기점에서 종점까지 편도 소요시간은 약 10분이며 오전8시 경부터 오후7시 경까지 약 15분 간격으로 운행되어 있다. 한산기에는 검사 수선 하기 위해 운행 휴지될 경우가 있다.

## 같이 보기
- 하코네 등산 철도 철도선